# Isolation (Toto)
Isolation è il quinto album in studio dei Toto, pubblicato il 18 ottobre del 1984 per l'etichetta Columbia Records.

## Il disco
I singoli estratti dall'album sono Stranger in Town, Holyanna, How Does It Feel, Angel Don't Cry, Endless (di cui non fu girato il video). Nel videoclip di Stranger In Town la parte principale è recitata da Brad Dourif (Mississippi Burning, Alien IV, Qualcuno volò sul nido del cuculo).
Durante le registrazioni di Isolation, il cantante Bobby Kimball venne licenziato per problemi di alcool e droga e crisi d'incompatibilità con la band e viene sostituito da Fergie Frederiksen. Nonostante l'abbandono di Kimball, alcune sue parti vocali vengono ugualmente mantenute sull'album. Questo disco segnò anche il debutto al basso (al posto del dimissionario David Hungate) di Mike Porcaro, fratello di Jeff e Steve, anche se di fatto era già entrato nella band nel 1982 per il tour dell'album Toto IV e nei 3 video girati.

## Tracce
1. Carmen (D. Paich, J. Porcaro) - Voce: David Paich & Fergie Frederiksen - 3:25
2. Lion (D. Paich, B. Kimball) - Voce: Fergie Frederiksen - 4:46
3. Stranger in Town (D. Paich, J. Porcaro) - Voce: David Paich 4:47
4. Angel Don't Cry (D. Paich, F. Frederiksen) - Voce: Fergie Frederiksen - 4:21
5. How Does It Feel (S. Lukather) - Voce: Steve Lukather - 3:50
6. Endless (D. Paich) - Voce: Fergie Frederiksen - 3:40
7. Isolation (S. Lukather, D. Paich, F. Frederiksen) - Voce: Fergie Frederiksen - 4:04
8. Mr. Friendly (S. Lukather, D. Paich, F. Frederiksen, J. Porcaro, M. Porcaro) - Voce: Fergie Frederiksen - 4:22
9. Change of Heart (D. Paich, F. Frederiksen) - Voce: Fergie Frederiksen - 4:08
10. Holyanna (D. Paich, J. Porcaro) - Voce: David Paich - 4:19

## Formazione
- Dennis Frederiksen - voce
- Steve Lukather - chitarra e voce
- David Paich - tastiere e voce
- Steve Porcaro - tastiere
- Mike Porcaro - basso
- Jeff Porcaro - batteria e percussioni